# Zwei Welten (1940)
Zwei Welten ist ein 1939 gedrehter deutscher Spielfilm aus dem Erntehelfermilieu. Unter der Regie von Gustaf Gründgens, der mit dieser Inszenierung den Standesdünkel bestimmter Kreise aufs Korn nimmt, spielen Ida Wüst und Hadrian Maria Netto als standesbewusste Vertreter der „alten Welt“ sowie Marianne Simson und die Leinwand-Debütantin Antje Weisgerber als Vertreter einer neuen frischen Jugend die Hauptrollen.

## Handlung
Spätsommer auf dem Lande in Deutschland. Die beiden jungen Männer Werner von Rednitz und Hans Schulz werden vom Staat als Erntehelfer auf Gut Altenstrahlow eingeteilt. Werner, der mit den stocksteifen und in ihrer überkommenen Welt fest verankerten Gutsbesitzern, dem Ökonomierat Eberhard Bremer-Bratt und dessen standesbewusster Frau Alwine, verwandt ist, tauscht auf dem Weg dorthin mit Hans die Quartierscheine, da er überhaupt keine Lust hat, mit seiner langweiligen und verknöcherten Verwandtschaft Zeit verbringen zu müssen. So wird aus dem Arbeiterjungen Hans bei der Ankunft der junge „Herr Baron“ und aus Werner von Redlitz ein gewöhnlicher Mann aus dem Volke. Das kann insofern gut gehen, als dass Werner Tante Alwine und Onkel Eberhard zuletzt gesehen hat, als er ganze zwei Jahre alt war. Kaum angekommen, wird „Baron Hans“ in das Gutshofleben eingeführt und an den Tisch der „Herrschaften“ gebeten. Dabei lernt er auch gleich die zauberhafte Agnes Bremer-Bratt kennen, die Tochter des Hauses. Rasch verlieben sich die beiden angeblich miteinander Verwandten ineinander. „Proletarier“ Werner wiederum lernt, ebenfalls auf dem Gutsgelände, eine weitere, jedoch eher weitläufige Verwandte kennen, die noch sehr junge Brigitte.
Rasch zeigt sich, dass die Bremer-Bratts unverdrossen ihrem althergebrachten Standesdünkel frönen. Alwine beispielsweise findet es unangebracht, dass ihr Herr Neffe von und zu wie der einfache Pöbel auf dem Feld arbeiten soll und will darum Abhilfe schaffen. Dem aber macht diese Arbeit durchaus Spaß, was wiederum Alwine mit entrüstetem Kopfschütteln quittiert. Es gäbe heute keinen Stolz mehr, meint sie indigniert, worauf Hans alias „Baron Werner“ frech kontert: „Dafür aber immer weniger Dummheit“. Werner und Hans nutzen die freien Momente, um mit ihren beiden neuen Freundinnen eine schöne, gemeinsame Zeit zu verbringen. Einmal reisen alle vier nach Berlin und besuchen die Eltern von Hans. Die sind in ihrer Einfachheit herrlich unkompliziert und nehmen den Adeligen Werner wie einen ganz normalen Menschen bei sich auf, was diesen wiederum erfreut. Lediglich Hans’ Schwester zeigt sich ziemlich beeindruckt davon, dass Werner ein waschechter Baron ist.
Wieder zurück auf Altenstrahlow, wollen nun auch Brigitte und Agnes auf dem Feld arbeiten, nicht zuletzt, weil sie dann immer ihren Liebsten nahe sein können. Die ehrpusselige Tante Alwine ist entsetzt angesichts dieser Einstellung, sich mit dem einfachen Volk gemein machen zu wollen. Sie versteht die Welt nicht mehr, eine Welt, die sie mit Entrüstung und Trauer zugleich untergehen sieht. Grete schreibt derweil einen Brief an ihren Bruder, in dem sie ihr Kommen ankündigt. Dadurch erfahren Agnes und Brigitte vom Rollentausch Werners und Hans’ und beschließen, deren Spiel mitzumachen. Erst als die Ernte in die Scheuer gefahren ist und Hans, alias „Baron Werner“, gebeten wird, sich im Gästebuch von Altenstrahlow zu verewigen, fliegt der kleine, harmlose Schwindel auf. Alwine zeigt sich daraufhin ein weiteres Mal ebenso entrüstet wie humorlos. Das Neue aber hat obsiegt und frischen Wind auf das muffige Gutshofleben gebracht. Die vier jungen Leute nehmen sich fest vor, nächstes Jahr wieder hier zusammenzukommen.

## Produktionsnotizen
Zwei Welten, eine der unbekanntesten Gründgens-Kinoinszenierungen, wurde ab dem 20. Juli 1939 bei Nauen und in Zeesen (Außenaufnahmen) sowie in den UFA-Studios von Berlin-Tempelhof gedreht. Im Oktober desselben Jahres war Drehschluss. Die Uraufführung erfolgte am 5. Januar 1940 im Berliner Capitol am Zoo.
Regisseur Gründgens hatte auch die Produktionsleitung, produktionstechnischer Leiter war Eduard Kubat. Traugott Müller lieferte die Filmbauten, bei denen ihn Herta Böhm, die auch die Kostüme entwarf, unterstützte.
Die 20-jährige Edda Seippel gab hier ihr Langfilmdebüt, die 17-jährige Antje Weisgerber agierte erstmals vor der Kamera. Propagandaminister Joseph Goebbels missfiel allerdings ihr dunkler Typ, den er als „unarisch“ bezeichnete, und belegte sie daraufhin bis 1945 mit Filmverbot. Ulrich Erfurth assistierte Regisseur Gründgens.
Der Tenor Eric Helgar, der auch im Bild zu sehen ist, sang das Lied “Leg eine Tangoplatte auf, wir wollen tanzen”. Als weiteres Lied wurde “Denkst Du noch daran, Adelheid?” gespielt.
Die Produktionskosten beliefen sich auf 769.000 Reichsmark. Bis Februar 1941 betrug das Einspielergebnis 1.836.000 RM. Damit galt der Film als Kassenerfolg.
Zwei Welten erhielt 1940 das NS-Prädikat „künstlerisch wertvoll“.

## Kritiken
Paimann’s Filmlisten resümierte: „Ein argloses Spiel aus Land und Stadt, von Gemeinschaftsgeist und Standesdünkel. Es zeigt etwas umständlich Gegensätze auf, die sich jedoch nicht zu Konflikten ballen. Sie werden von wenigen prominenten und nicht fertigem Nachwuchs an meist gut gesehenen Gestalten demonstriert, aber ohne daß man die Wandlung der einen verfolgen könnte oder sähe, was die anderen zu ihr beitragen … die Aufmachung ist von beabsichtigter Einfachheit ...“

„Das Publikum nahm den Film so, wie er gemeint ist: als heiteren Beitrag zu zeitnahen Fragen. Daß es die Dinge nicht so heiß zu essen braucht, wie sie der nicht sehr passende Titel erwarten läßt, wird kein Kinobesucher übelnehmen.“

Bogusław Drewniaks Der deutsche Film 1938–1945 schrieb: „Die sogenannte Erntehilfe in heiterer Atmosphäre schilderte zugleich “einen Sieg der Jugend von heute über das Gestrige”. (…) Gründgens … Werk war hier im Wesentlichen vom Theater bestimmt, übrigens nicht zum erstenmal.“

„Die munter inszenierte Komödie wurde nach 1945 nur wegen des NS-Prädikats "künstlerisch wertvoll" von den Alliierten Militärregierungen verboten.“